# Xysticus aletaiensis
Xysticus aletaiensis is een spinnensoort uit de familie van de krabspinnen (Thomisidae).
De wetenschappelijke naam van de soort werd in 1989 gepubliceerd door Jin-Lin Hu en Wen-Gui Wu.